# Atlantis (Fernsehserie)
Atlantis ist eine britische Fernsehserie über das gleichnamige mythische Inselreich. Die Serie entstand im Auftrag von BBC One in Kooperation mit BBC America bei der Urban Myth Films und wurde vom 28. September 2013 bis 16. Mai 2015 auf BBC One erstausgestrahlt.

## Handlung
Der junge Jason, der aus der Gegenwart stammt und seinen Vater bei einem Schiffsunglück verlor, erwacht am Strand einer mysteriösen Insel mit gigantischen Bauwerken und phantastischen Fabelwesen und Halbgöttern. Wie Jason mit der Zeit herausfindet, ist er in Atlantis gelandet. Er begegnet dem übergewichtigen Herkules und dem schlauen Pythagoras und freundet sich mit ihnen an. Das Trio muss fortan an in jeder Folge eine Mission erfüllen. So müssen sie einmal den mythischen Minotauros besiegen oder eine Jungfrau aus den Händen einer Frauensekte befreien.
In König Minos und dessen Frau Pasiphaë finden sie zwei skrupellose Gegner, denen die aufkeimende Liebe zwischen Jason und ihrer Tochter Ariadne ein Dorn im Auge ist. Darüber hinaus beschäftigt sich Jason mit der Frage, was er in Atlantis zu suchen hat.

## Entstehung und Veröffentlichung
Nach dem Ende von Merlin – Die neuen Abenteuer suchte BBC One einen würdigen Nachfolger. Im Februar 2013 entschied man sich für Atlantis, die auf einer Idee von den Merlin-Machern Johnny Capps und Julian Murphy basiert. Die beiden fungieren neben Howard Overman auch als Produzenten. Ende März desselben Jahres gab man die Hauptbesetzung bekannt. Die Serie dreht sich um die von Jack Donnelly verkörperte Rolle als Jason. Weitere namhafte britische Darsteller sind unter anderem Alexander Siddig und Sarah Parish. Die Dreharbeiten begannen am 1. April und dauerten bis zum 1. November 2013 an. Gedreht wurde in einem 155.000 m² großen, umgebauten Kühlhaus in der Nähe von Chepstow, die als Kulisse für Atlantis diente. Im Juli 2013 kündigte BBC America an, als Co-Produzent an der Fernsehserie sich zu beteiligen.
Die erste Staffel war vom 28. September bis zum 28. Dezember 2013 auf BBC One zu sehen. Aufgrund des großen Erfolges während der ersten Folgen, verlängerte BBC die Serie am 26. Oktober 2013 um eine zweite Staffel. Ende November gab auch BBC America die Verlängerung der Serie und die Beteiligung an der zweiten Staffel bekannt. Die Dreharbeiten dazu begannen am 17. März 2014. Im April wurde die Verpflichtung von Vincent Regan und Amy Manson bekannt. Clive Standen wird eine Gastrolle übernehmen. Der erste Teil der zweiten Staffel wurde zwischen dem 15. November und 20. Dezember 2014 ausgestrahlt. Am 23. Januar 2015 gab ein Sprecher von BBC bekannt, dass die Serie nicht um eine dritte Staffel verlängert wird. Die finalen Folgen waren ab Frühjahr 2015 zu sehen.
In Deutschland hat sich die RTL Group die Rechte an der Serie gesichert. Die erste Staffel wurde vom 28. August 2014 bis 22. November 2014 auf dem Pay-TV-Fernsehsender Passion ausgestrahlt. Die Free-TV-Rechte an der Serie lagen bei Super RTL. Dort war die erste Staffel ab dem 4. Februar 2015 in Doppelfolgen zu sehen. Die zweite Staffel wurde ab 21. Mai 2015 wieder beim Pay-TV-Fernsehsender Passion erstausgestrahlt.

## Besetzung
Die Synchronisation der Serie wurde bei der Splendid Synchron nach Dialogbüchern und unter der Dialogregie von Christian Schneider erstellt.
| Darsteller       | Hauptfigur | Deutscher Sprecher  |
| ---------------- | ---------- | ------------------- |
| Jack Donnelly    | Jason      | Nico Mamone         |
| Mark Addy        | Hercules   | Lutz Schnell        |
| Robert Emms      | Pythagoras | Kim Hasper          |
| Jemima Rooper    | Medusa     | Britta Steffenhagen |
| Sarah Parish     | Pasiphaë   | Heide Domanowski    |
| Aiysha Hart      | Ariadne    | Damineh Hojat       |
| Juliet Stevenson | Das Orakel | Sabine Falkenberg   |

| Darsteller       | Nebenfigur  | Folgen | Deutscher Sprecher |
| ---------------- | ----------- | ------ | ------------------ |
| Alexander Siddig | König Minos | 1–13   | Frank Röth         |
| Joe Dixon        | Ramos       | 1–13   |                    |
| Hannah Arterton  | Korinna     | 1–7    | Nicole Hannak      |
| Ken Bones        | Melas       | 1–26   | Elmar Gutmann      |
| Oliver Walker    | Heptarian   | 3–13   | Jaron Löwenberg    |
| Darren Morfitt   | Nilas       | 7–8    | Matthias Klages    |
| Lou Broadbent    | Ione        | 11–13  | Julia Stoepel      |
| Amy Manson       | Medea       | 14–26  | Julia Kaufmann     |
| Peter De Jersey  | Goran       | 14–26  | Matti Klemm        |
| Vincent Regan    | Dion        | 14–19  | Thomas Nero Wolff  |
| Clive Standen    | Telemon     | 16–17  |                    |
| Ronald Pickup    | Orpheus     | 17–26  |                    |

## Episodenliste

### Staffel 1
Staffel 1 erschien am 10. Februar 2014 im Vereinigten Königreich und am 12. März 2015 in Deutschland auf DVD.
| Nr. (ges.) | Nr. (St.) | Deutscher Titel                 | Originaltitel                 | Erstausstrahlung UK | Deutschsprachige Erstausstrahlung (D) | Regie             | Drehbuch        | Zuschauer (UK) |
| ---------- | --------- | ------------------------------- | ----------------------------- | ------------------- | ------------------------------------- | ----------------- | --------------- | -------------- |
| 1          | 1         | Die Prophezeiung des Minotaurus | The Earth Bull                | 28. Sep. 2013       | 28. Aug. 2014                         | Justin Molotnikov | Howard Overman  | 7,36 Mio.      |
| 2          | 2         | Der Kult                        | A Girl By Any Other Name      | 5. Okt. 2013        | 4. Sep. 2014                          | Justin Molotnikov | Howard Overman  | 6,37 Mio.      |
| 3          | 3         | König der Arena                 | A Boy of No Consequence       | 12. Okt. 2013       | 11. Sep. 2014                         | Justin Molotnikov | Howard Overman  | 6,24 Mio.      |
| 4          | 4         | Ein Wink des Schicksals         | Twist of Fate                 | 19. Okt. 2013       | 18. Sep. 2014                         | Alice Troughton   | Richard McBrien | 6,08 Mio.      |
| 5          | 5         | Der verlorene Bruder            | White Lies                    | 26. Okt. 2013       | 25. Sep. 2014                         | Alice Troughton   | Howard Overman  | 5,61 Mio.      |
| 6          | 6         | Der Gesang der Sirenen          | The Song of the Sirens        | 2. Nov. 2013        | 2. Okt. 2014                          | Declan O’Dwyer    | Lucy Watkins    | 5,89 Mio.      |
| 7          | 7         | Die Regeln des Kampfes          | The Rules of Engagement       | 9. Nov. 2013        | 9. Okt. 2014                          | Declan O’Dwyer    | Richard McBrien | 5,52 Mio.      |
| 8          | 8         | Die Furien                      | The Furies                    | 16. Nov. 2013       | 16. Okt. 2014                         | Alice Troughton   | Julian Jones    | 5,43 Mio.      |
| 9          | 9         | Die Büchse der Pandora          | Pandora's Box                 | 30. Nov. 2013       | 23. Okt. 2014                         | Declan O’Dwyer    | Howard Overman  | 5,26 Mio.      |
| 10         | 10        | Der Preis der Hoffnung          | The Price of Hope             | 7. Dez. 2013        | 30. Okt. 2014                         | Alice Troughton   | Howard Overman  | 5,27 Mio.      |
| 11         | 11        | Quälender Hunger                | Hunger Pangs                  | 14. Dez. 2013       | 6. Nov. 2014                          | Alice Troughton   | Julian Jones    | 5,34 Mio.      |
| 12         | 12        | Von den Göttern gesegnet (1)    | Touched by the Gods: Part One | 21. Dez. 2013       | 13. Nov. 2014                         | Jeremy Webb       | Howard Overman  | 6,36 Mio.      |
| 13         | 13        | Von den Göttern gesegnet (2)    | Touched by the Gods: Part Two | 28. Dez. 2013       | 20. Nov. 2014                         | Jeremy Webb       | Howard Overman  | 4,90 Mio.      |

### Staffel 2
Staffel 2 erschien am 25. Mai 2015 im Vereinigten Königreich und am 29. Januar 2016 in Deutschland auf DVD.
| Nr. (ges.) | Nr. (St.) | Deutscher Titel                 | Originaltitel              | Erstausstrahlung UK | Deutschsprachige Erstausstrahlung (D) | Regie             | Drehbuch        | Zuschauer (UK) |
| ---------- | --------- | ------------------------------- | -------------------------- | ------------------- | ------------------------------------- | ----------------- | --------------- | -------------- |
| 14         | 1         | Das Himmelfahrtskommando Teil 1 | A New Dawn: Part One       | 15. Nov. 2014       | 21. Mai 2015                          | Justin Molotnikov | Howard Overman  | 5,32 Mio.      |
| 15         | 2         | Das Himmelfahrtskommando Teil 2 | A New Dawn: Part Two       | 22. Nov. 2014       | 28. Mai 2015                          | Justin Molotnikov | Howard Overman  | 4,67 Mio.      |
| 16         | 3         | Telemon                         | Telemon                    | 29. Nov. 2014       | 4. Juni 2015                          | Justin Molotnikov | Richard McBrien | 4,65 Mio.      |
| 17         | 4         | Auf dem Weg zur Hochzeit        | The Marriage of True Minds | 6. Dez. 2014        | 11. Juni 2015                         | Declan O’Dwyer    | Lucy Watkins    | 4,49 Mio.      |
| 18         | 5         | Der Tag der Toten               | The Day of the Dead        | 13. Dez. 2014       | 18. Juni 2015                         | Declan O’Dwyer    | Howard Overman  | 4,68 Mio.      |
| 19         | 6         | Die Grauen                      | The Grey Sisters           | 20. Dez. 2014       | 25. Juni 2015                         | Declan O’Dwyer    | Howard Overman  | 5,69 Mio.      |
| 20         | 7         | Der Wille der Götter            | A Fate Worse Than Death    | 11. Apr. 2015       | 2. Juli 2015                          | Lawrence Gough    | Howard Overman  | 2,57 Mio.      |
| 21         | 8         | Im Angesicht des Todes          | The Madness of Hercules    | 18. Apr. 2015       | 9. Juli 2015                          | Lawrence Gough    | Richard McBrien | 2,58 Mio.      |
| 22         | 9         | Die Rache der Gorgone           | The Gorgon's Gaze          | 25. Apr. 2015       | 16. Juli 2015                         | Lawrence Gough    | Julian Jones    | 2,39 Mio.      |
| 23         | 10        | Tod des Lichts                  | The Dying of the Light     | 2. Mai 2015         | 23. Juli 2015                         | Justin Molotnikov | Lucy Watkins    | 2,32 Mio.      |
| 24         | 11        | Vom selben Blute                | Kin                        | 9. Mai 2015         | 30. Juli 2015                         | Justin Molotnikov | Julian Jones    | 2,63 Mio.      |
| 25         | 12        | Die Königin muss sterben Teil 1 | The Queen Must Die (1)     | 16. Mai 2015        | 6. Aug. 2015                          | Julian Murphy     | Howard Overman  | 2,51 Mio.      |
| 26         | 13        | Die Königin muss sterben Teil 2 | The Queen Must Die (2)     | 16. Mai 2015        | 13. Aug. 2015                         | Julian Murphy     | Howard Overman  | 2,51 Mio.      |